# Ichneumon dillerorum
Ichneumon dillerorum är en stekelart som beskrevs av Heinrich 1968. Ichneumon dillerorum ingår i släktet Ichneumon och familjen brokparasitsteklar. Inga underarter finns listade i Catalogue of Life.